# Gloster TSR.38
El Gloster TSR.38 fue un biplano monomotor de tres plazas diseñado como avión torpedero, de observación y de reconocimiento naval a principios de la década de 1930. No alcanzó la producción y sólo se construyó una unidad.

## Diseño y desarrollo
Gloster construyó lo que al principio se conoció como el FS.36 (FS por fleet spotter, observador de flota) según la Especificación S.9/30 del Ministerio del Aire, que exigía un avión de reconocimiento, observación y torpedero de tres asientos. Los trabajos comenzaron a finales de 1930, pero avanzaron lentamente, por lo que no voló hasta principios de abril de 1932. Este avión, propulsado por un motor Rolls-Royce Kestrel IIMS de 450 kW (600 hp) se trasladó a RAF Martlesham Heath para realizar las pruebas iniciales. Los pilotos de la RAF informaron de un buen manejo a alta velocidad, pero criticaron su manejo y frenado a baja velocidad, parámetros importantes para un avión embarcado. Posteriormente, regresó a Gloster para su modificación, en parte para atender estas críticas y en parte para adaptarlo a la nueva especificación S.15/33, una fusión de la especificación inicial con la M.1/30. Fue remotorizado con un Rolls-Royce Goshawk VIII de 515 kW (690 hp), y con alas modificadas de mayor área, el avión surgió a mediados de 1933 como TSR.38, TSR por torpedo/spotter/reconnaissance (torpedo/observador/reconocimiento).
El TSR.38 era una aeronave totalmente metálica recubierta de tela, con alas de acero con largueros y costillas de duraluminio y acero. Era un biplano de un solo vano con alas decaladas de envergaduras casi iguales y una pronunciada flecha de 10°. Los perfiles aerodinámicos eran gruesos, el inferior aún más, y las alas superiores llevaban slots automáticos en el borde de ataque para el control a baja velocidad. Las alas podían plegarse desde la sección central para su almacenamiento en los portaaviones. La sección central del ala inferior tenía diedro para permitir un tren de aterrizaje más corto y también llevaba un par de radiadores subalares. El tren de aterrizaje era del tipo fijo, de eje dividido, requerido para el lanzamiento de torpedos, con soportes para torpedos entre las patas y una pequeña rueda de cola carenada. Para el aterrizaje en portaaviones poseía un gancho de detención con bisagra que terminaba justo delante de la rueda de cola. Los tres tripulantes se sentaban en cabinas abiertas separadas, el piloto al frente, bajo un recorte en el borde de salida del ala superior, su navegante detrás de él y, más a popa, el artillero, con una ametralladora Lewis en un anillo Scarff. El empenaje era grande y redondeado, con un timón generoso, un poco como el del Gladiator posterior, con el plano de cola arriostrado desde arriba al empenaje.

## Historia operacional
Después de las pruebas de vuelo de Gloster, el TSR.38 fue a RAF Gosport, donde realizó un aterrizaje simulado en portaaviones antes de unirse al HMS Courageous en agosto de 1934 para ejecutar pruebas navales reales. Luego regresó a Martlesham para una evaluación exhaustiva. Sin embargo, su desarrollo, bastante lento, se vio atrapado en la forma de un proyecto privado superior de Fairey, que posteriormente se convertiría en el famoso Fairey Swordfish, y se interrumpieron los trabajos sobre el TSR.38.
En 1931 se presentó a la Armada Real Australiana un diseño de una variante de reconocimiento puro, pero no tuvo éxito.

## Especificaciones (TSR.38, configuración de reconocimiento)
Referencia datos: James, 1971, pp. 203–4

### Características generales
- Tripulación: Tres (piloto, navegante y artillero)
- Longitud: 11,4 m (37,4 ft)
- Envergadura: 14 m (45,9 ft)
- Altura: 3,5 m (11,5 ft)
- Superficie alar: 56,6 m² (609,3 ft²)
- Peso vacío: 1968 kg (4337,5 lb)
- Peso cargado: 3220 kg (7096,9 lb)
- Planta motriz: 1× motor lineal V12 refrigerado por evaporación Rolls-Royce Goshawk.
  - Potencia: 515 kW (710 HP; 700 CV)
- Hélices: Bipala de paso variable

### Rendimiento
- Velocidad máxima operativa (Vno): 244 km/h (152 MPH; 132 kt) a nivel del mar
- Régimen de ascenso: 5,2 m/s (1026 ft/min) para 3048 m (10 000 pies)

### Armamento
- Ametralladoras: 

  - 1x Vickers de 7,7 mm frontal fija sincronizada
  - 1x Lewis de 7,7 mm flexible montada en un anillo Scarff

## Aeronaves relacionadas

### Secuencias de designación
- Secuencia G._ (interna de Gloster): ← SS.34 - G.35 - SS.35 - FS.36 - SS/G.37 - G.38 - TSR.38 - G.39 - G.40 →